# Sanktuaria maryjne
Sanktuarium maryjne – ośrodek kultu religijnego Marii z Nazaretu, szczególnie jako Matki Bożej i Najświętszej Panny. Różne formy pobożności maryjnej związane z funkcjonowaniem sanktuariów występują szczególnie w katolicyzmie i prawosławiu.
Wraz z rosnącą w XV wieku dominacją kultu maryjnego rozwinęło się pątnictwo do sanktuariów z cudownymi wizerunkami i figurami maryjnymi.

## Sanktuaria maryjne na świecie

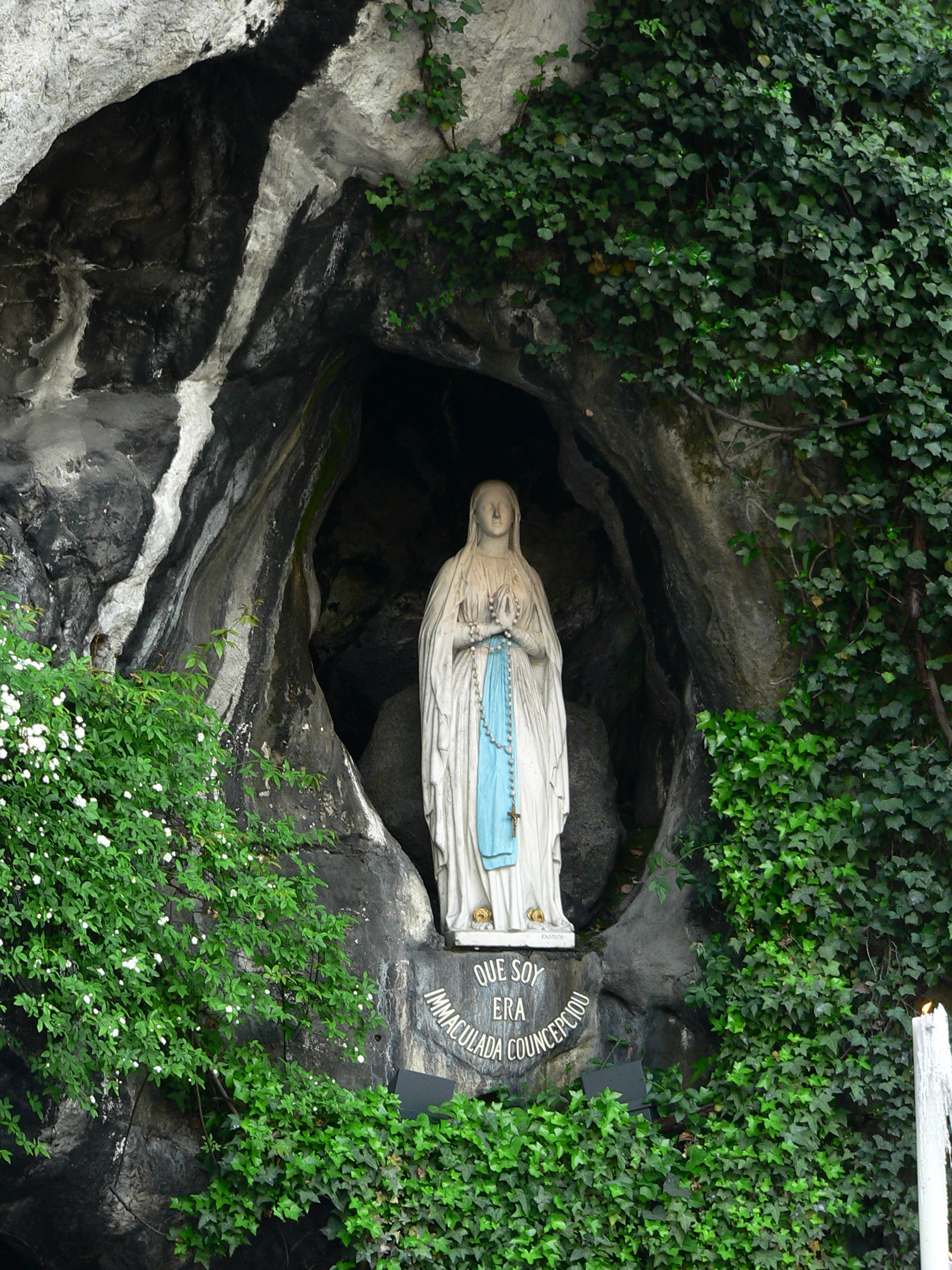
Figura Matki Bożej z Lourdes (Francja)

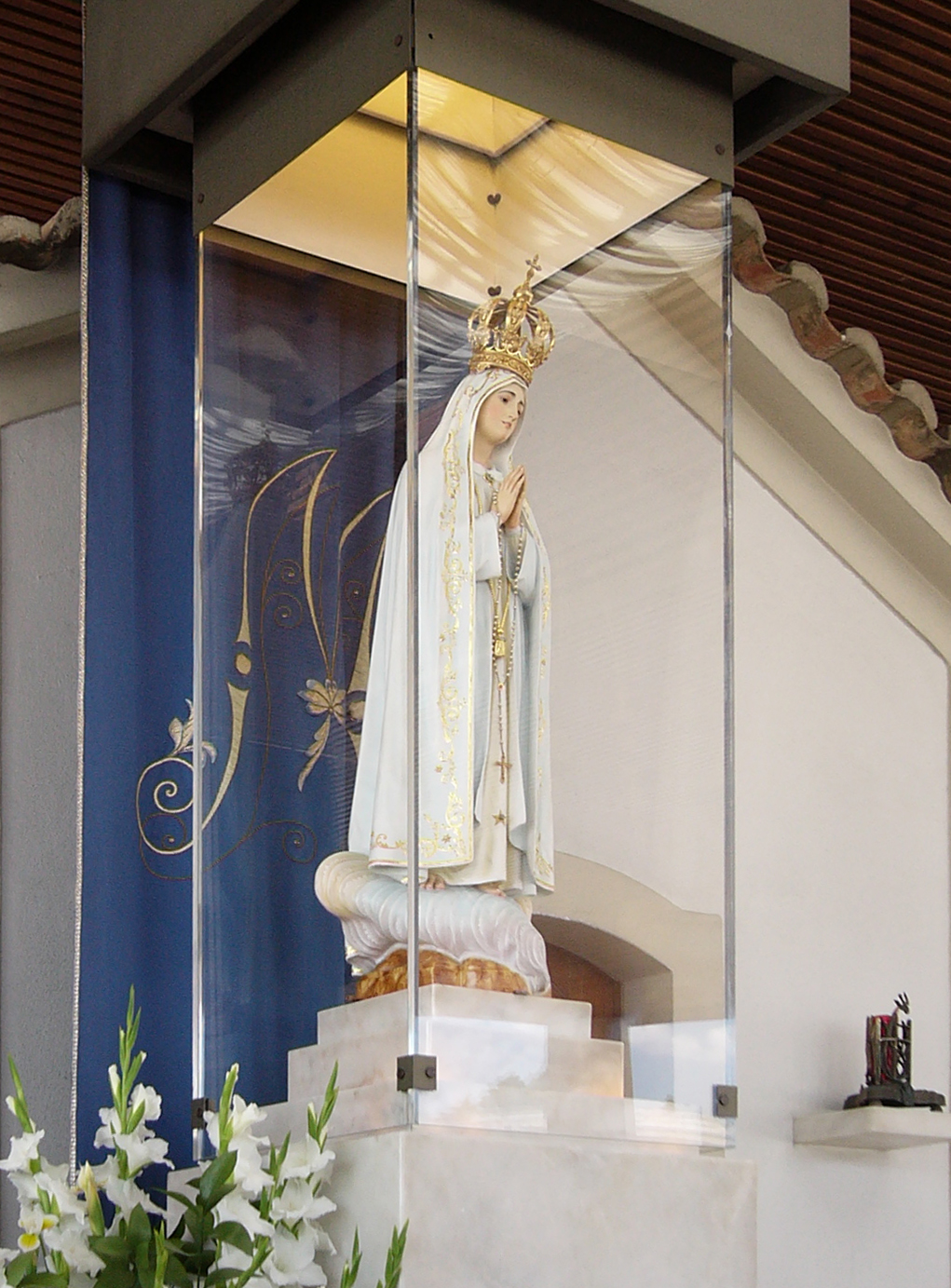
Figura Matki Bożej Fatimskiej (Portugalia)

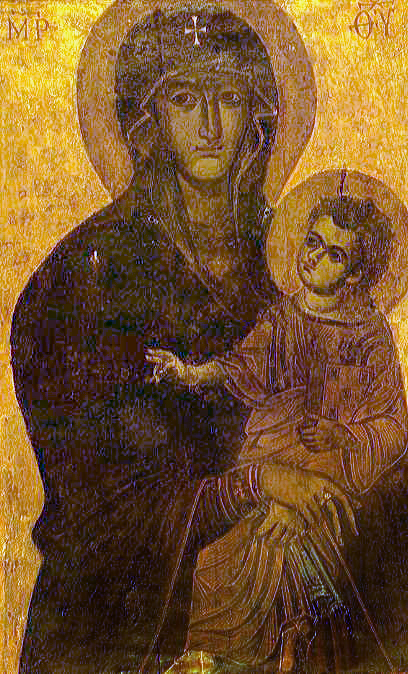
Obraz Matki Bożej Śnieżnej z Bazyliki Matki Bożej Większej (Włochy)

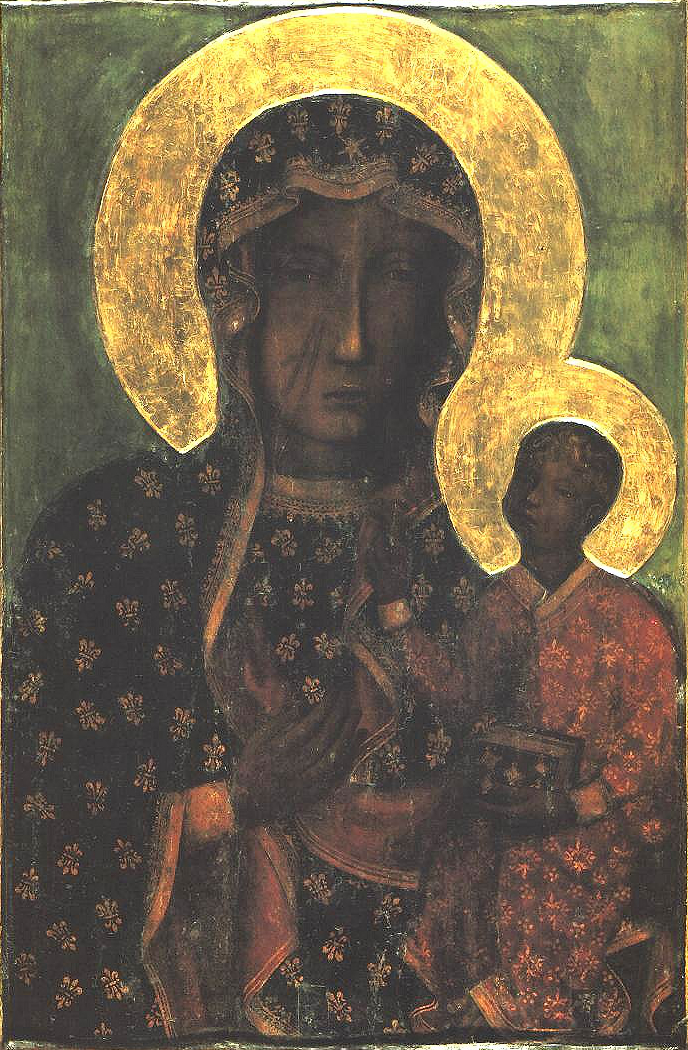
Obraz Matki Boskiej Częstochowskiej z Sanktuarium na Jasnej Górze (Polska)

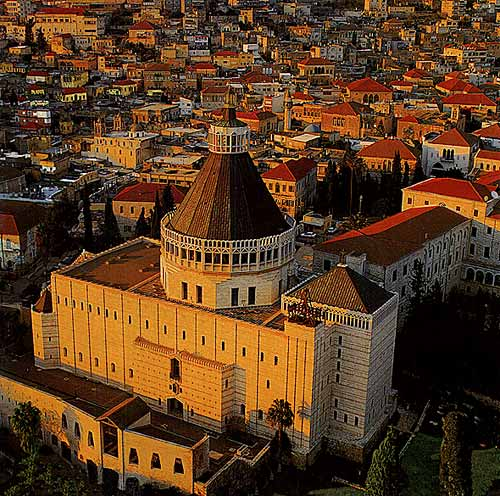
Bazylika Zwiastowania Pańskiego w Nazarecie (Izrael)

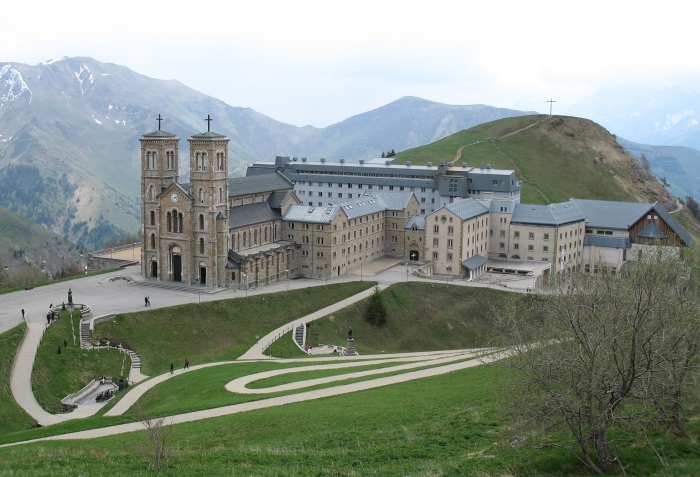
Panorama Sanktuarium w La Salette (Francja)

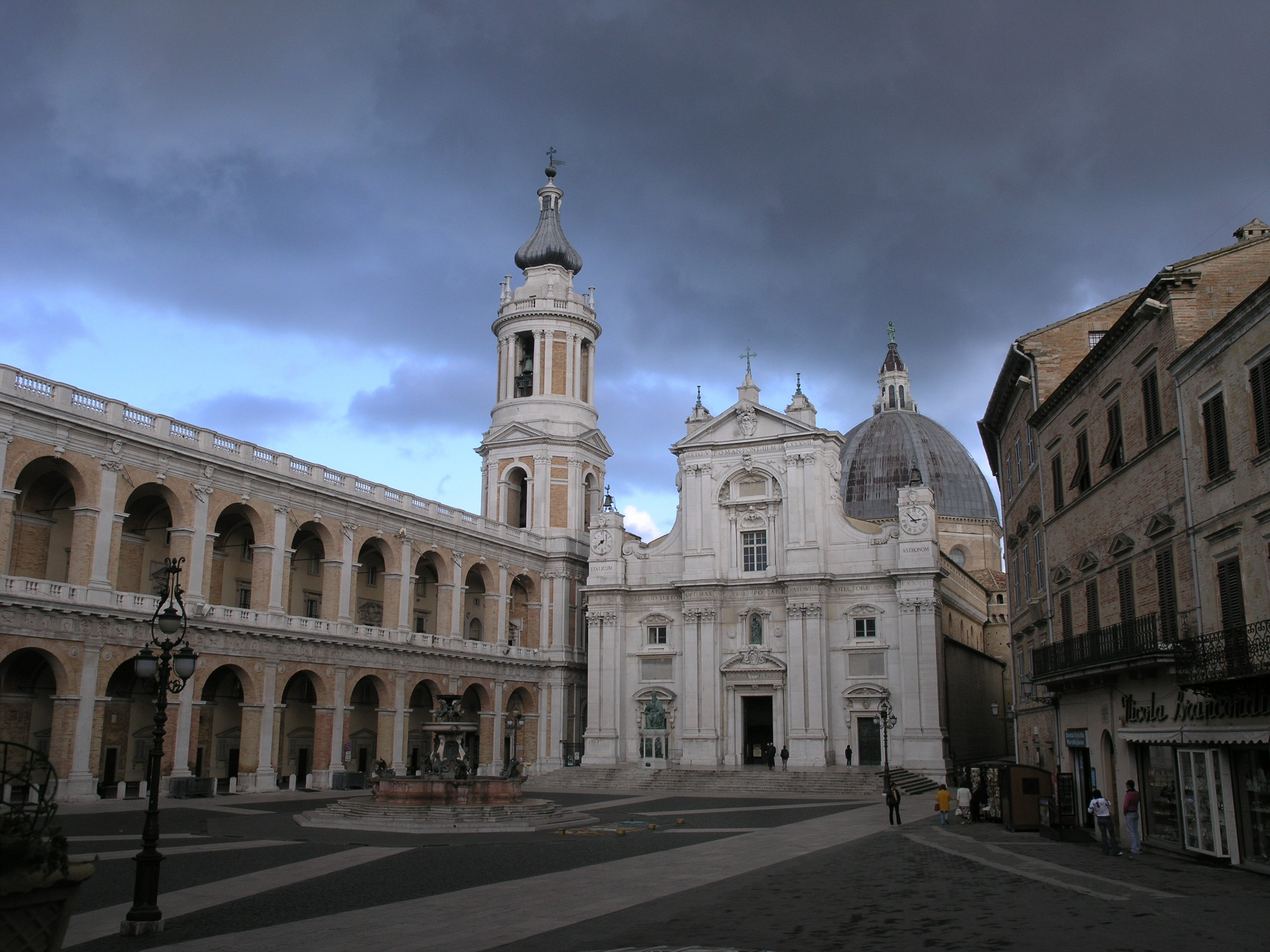
Sanktuarium maryjne w Ostrej Bramie w Wilnie (Litwa)

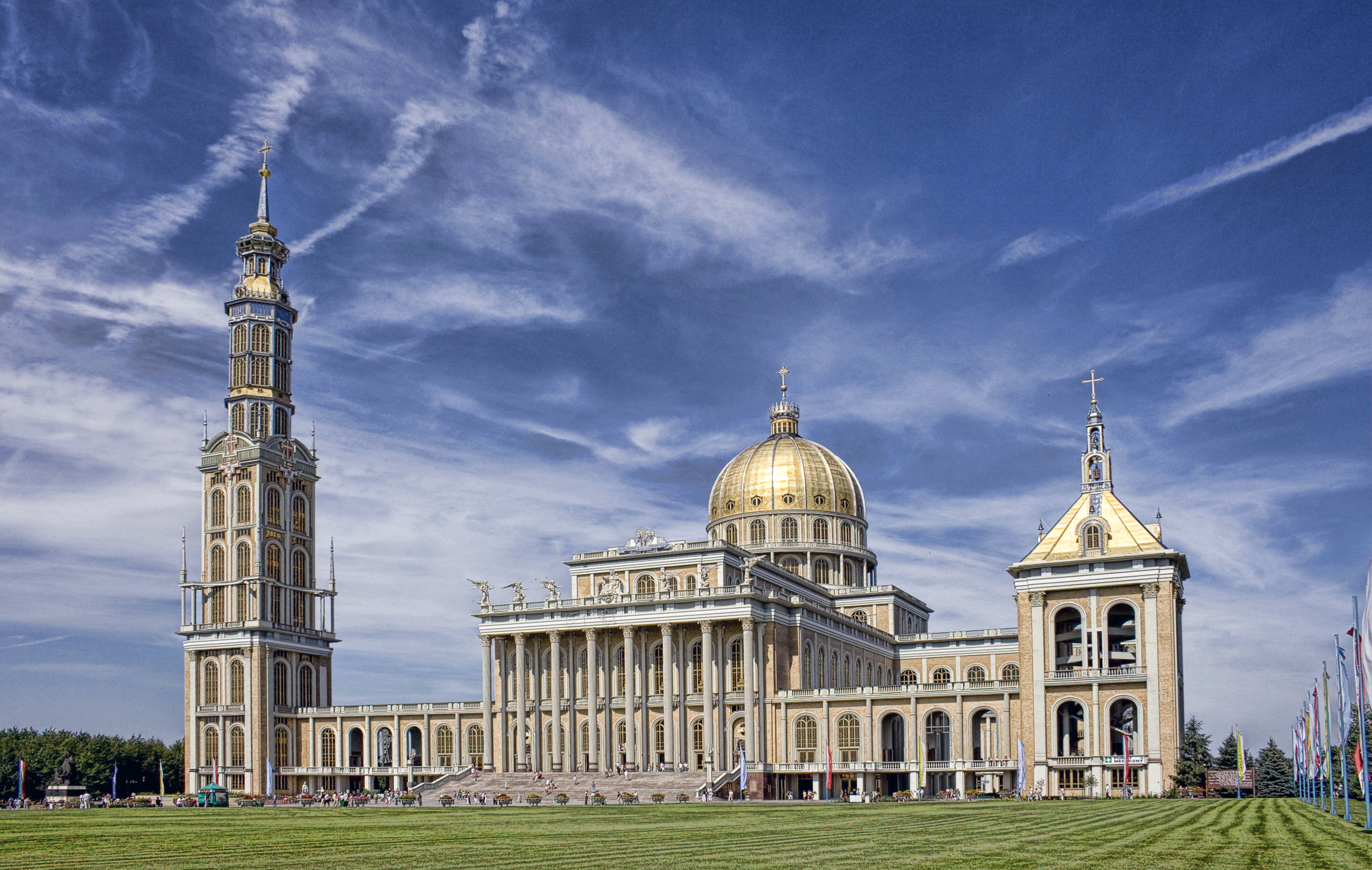
Sanktuarium Matki Bożej Licheńskiej (Polska)

| Państwo                  | Miasto                    | Sanktuarium                                                               | Obiekt kultu                                                                        | Rok/Wiek powstania |
| Andora                   | Meritxell                 | Sanktuarium MB w Meritxell                                                | figurka MB z Meritxell patronki Andory                                              |                    |
| Argentyna                | Luján                     | Sanktuarium Matki Bożej w Luján                                           | figura MB Niepokalanie Poczętej                                                     | XVII w.            |
| Austria                  | Bergheim                  | Sanktuarium Maria Plain (Salzburg)                                        | Obraz MB Plain                                                                      | XVII w.            |
| Austria                  | Göstritz                  | Kościół Pielgrzymkowy Maria Schutz                                        | figura MB                                                                           | XVIII w.           |
| Austria                  | Maria Luggau              | Sanktuarium MB Bolesnej z Luggau                                          | Obraz Wniebowzięcia MB i figurka MB Bolesnej (Pietà)                                | XVI w.             |
| Austria                  | Maria Taferl              | Sanktuarium MB w Taferl                                                   | figura MB Bolesnej (Pietà)                                                          | XVIII w.           |
| Austria                  | Mariazell                 | Bazylika w Mariazell                                                      | figura MB z Dzieciątkiem                                                            | XII w.             |
| Austria                  | Wiedeń                    | Katedra św. Szczepana w Wiedniu                                           | obraz MB z Pócs                                                                     | 1676               |
| Belgia                   | Banneux                   | Sanktuarium Matki Bożej Ubogich                                           | MB Ubogich                                                                          |                    |
| Belgia                   | Halle                     | Sanktuarium MB Pani z Halle                                               | figura Czarnej Madonny                                                              | XIII w.            |
| Belgia                   | Scherpenheuvel – Montaigu | Sanktuarium MB Łaskawej                                                   | figura Matki Bożej                                                                  | XV w.              |
| Białoruś                 | Baranowicze               | Sanktuarium Matki Bożej Fatimskiej w Baranowiczach                        | Figura MB Fatimskiej                                                                | 1998               |
| Białoruś                 | Barkułabowo               | Monaster Wniebowstąpienia Pańskiego w Barkułabowie                        | Barkułabowska Ikona Matki Bożej                                                     | 1648               |
| Białoruś                 | Białynicze                | Sanktuarium Matki Bożej Białynickiej                                      | Kopia obrazu Matki Bożej Białynickiej                                               | 1634, 1995         |
| Białoruś                 | Boruny                    | Sanktuarium Matki Bożej Pocieszycielki Strapionych                        | Obraz Matki Bożej Boruńskiej                                                        | koniec XVII w.     |
| Białoruś                 | Brasław                   | Sanktuarium Matki Bożej Brasławskiej                                      | Obraz MB Brasławskiej                                                               | XV w., 1832        |
| Białoruś                 | Brześć                    | Sanktuarium Matki Bożej Brzeskiej                                         | Obraz MB Brzeskiej                                                                  |                    |
| Białoruś                 | Budsław                   | Kościół Wniebowzięcia NMP w Budsławiu                                     | Obraz MB Budsławskiej                                                               | XVI w.             |
| Białoruś                 | Grodno                    | Kościół Matki Bożej Anielskiej i klasztor Franciszkanów w Grodnie         | Obraz Matki Bożej Trzykroć Przedziwnej                                              | XVII w.            |
| Białoruś                 | Grodno                    | Bazylika katedralna św. Franciszka Ksawerego w Grodnie                    | Obraz Matki Bożej Kongregackiej                                                     | XVII w.            |
| Białoruś                 | Gudogaje                  | Sanktuarium Matki Bożej Szkaplerznej w Gudogajach                         | Obraz Matki Bożej Gudogajskiej                                                      | XVII w.            |
| Białoruś                 | Jurewicze                 | Sanktuarium Matki Bożej Jurewickiej                                       | Obraz Matki Bożej Jurewickiej                                                       | 1673               |
| Białoruś                 | Kopciówka                 | Sanktuarium Matki Bożej Jasnogórskiej Cierpliwie Słuchającej w Kopciówce  | Obraz Matki Bożej Częstochowskiej                                                   | 2000               |
| Białoruś                 | Łohiszyn                  | Sanktuarium Matki Bożej Królowej Polesia w Łohiszynie                     | Obraz Matki Bożej Łohiszyńskiej                                                     | XVII w.            |
| Białoruś                 | Mińsk                     | Sobór Świętego Ducha w Mińsku                                             | Obraz Matki Bożej Mińskiej                                                          | 1500 r.            |
| Białoruś                 | Szczuczyn                 | Sanktuarium Matki Bożej Fatimskiej w Szczuczynie                          | Figura MB Fatimskiej                                                                | 1989               |
| Białoruś                 | Szumilino                 | Sanktuarium Matki Bożej Fatimskiej w Szumilinie                           | Figura MB Fatimskiej                                                                | 2001               |
| Białoruś                 | Trokiele                  | Sanktuarium Matki Bożej Trokielskiej Królowej Rodzin                      | Obraz Matki Bożej Trokielskiej                                                      | XVI w.             |
| Białoruś                 | Żodzino                   | Sanktuarium Matki Bożej Fatimskiej w Żodzinie                             | Figura MB Fatimskiej                                                                | 2003               |
| Białoruś                 | Żyrowicze                 | Monaster Zaśnięcia Matki Bożej w Żyrowiczach                              | Żyrowicka Ikona Matki Bożej                                                         | 1493               |
| Boliwia                  | Copacabana                | Bazylika Matki Bożej Gromnicznej z Copacabany                             | figura Dziewicy z Copacabany                                                        | XVI w.             |
| Boliwia                  | Quillacollo               | Sanktuarium MB z Urqupiña                                                 | Obraz MB z Urqupiña Patronki Jedności Narodowej Boliwii                             | XVIII w.           |
| Boliwia                  | Viacha                    | Kościół MB w Viacha                                                       | figurka Matki Bożej z Letanías                                                      |                    |
| Bośnia i Hercegowina     | Medziugorie               | Kościół św. Jakuba w Medziugorie                                          | figura MB w Tihaljinie                                                              | 1981               |
| Brazylia                 | Aparecida                 | Bazylika Matki Bożej w Aparecidzie                                        | figura Matki Bożej z Aparecidy                                                      | ok. 1650           |
| Chiny                    | Szanghaj                  | Bazylika Wspomożycielki Wiernych na Sheshan                               | figura Madonny z Dzieciątkiem                                                       |                    |
| Chorwacja                | Marija Bistrica           | Sanktuarium MB Śnieżnej w Mariji Bistricy                                 | figura MB Bystrzyckiej                                                              | koniec XV w.       |
| Chorwacja                | Sinj                      | Sanktuarium Matki Bożej Sinjskiej                                         | obraz MB z Sinja                                                                    | XVI w.             |
| Czechy                   | Brno – Tuřany             | Kościół Zwiastowania MB oraz kaplica MB Bolesnej                          | figura MB Bolesnej                                                                  | XI w.              |
| Czechy                   | Filipov                   | Bazylika MB Wspomożycielki                                                | Miejsce objawienia MB i uzdrowienia Magdaleny Kade                                  | XIX w.             |
| Czechy                   | Frydek-Mistek             | Bazylika Nawiedzenia Najświętszej Maryi Panny we Frydku-Mistku            | figura MB Frydeckiej                                                                | XVII w.            |
| Czechy                   | Hejnice                   | Bazylika Najświętszej Maryi Panny                                         | figura MB Wspaniałej Matki                                                          | XIV w.             |
| Czechy                   | Przybram                  | Bazylika Wniebowzięcia NMP w Przybramie                                   | figura Matki Bożej z Dzieciątkiem                                                   |                    |
| Czechy                   | Stará Boleslav            | Kościół Wniebowzięcia NMP                                                 | obraz MB                                                                            |                    |
| Czechy                   | Svatý Hostýn              | Sanktuarium Wniebowzięcia NMP                                             | obraz MB Hostyńskiej                                                                | XVI w.             |
| Czechy                   | Kopeček                   | Sanktuarium Nawiedzenia Marii Panny                                       | figurka Matki Bożej                                                                 | XVII w.            |
| Czechy                   | Vranov koło Brna          | Kościół Narodzenia MB                                                     | gotycka figura MB                                                                   | 1240               |
| Czechy                   | Žarošice                  | Sanktuarium św. Anny                                                      | figura starej MB                                                                    | XIV w. (XVIII w.)  |
| Francja                  | La Salette                | Sanktuarium w La Salette                                                  | figura Matki Bożej Płaczącej                                                        | XIX w.             |
| Francja                  | Le Puy-en-Velay           | Sanktuarium MB                                                            | figura MB Naszej Pani                                                               | XIII w.            |
| Francja                  | Lourdes                   | Sanktuarium MB w Lourdes                                                  | figura MB z Lourdes                                                                 | 1864               |
| Francja                  | Paryż                     | Kaplica Sióstr Miłosierdzia w Paryżu                                      | figura MB Cudownego Medalika                                                        |                    |
| Francja                  | Paryż                     | Kościół MB Zwycięskiej w Paryżu                                           | Niepokalane Serce Maryi                                                             |                    |
| Francja                  | Rocamadour                | bazylika Zbawiciela                                                       | figura Czarnej Madonny                                                              |                    |
| Grecja                   | Tinos                     | Cerkiew Panagia Evangelistria                                             | Ikona Panagia Evangelistria Naszej Pani od Dobrych Wieści                           | (I w.)             |
| Hiszpania                | Almonte                   | Sanktuarium Dziewicy z El Rocío                                           | figura MB z Dzieciątkiem                                                            | XIII w.            |
| Hiszpania                | Candelaria                | Bazylika Matki Bożej w Candelarii                                         | figura MB z Dzieciątkiem z Candelarii                                               | XIII w.            |
| Hiszpania                | Chipiona                  | Sanktuarium – Nuestra Señora de Regla                                     | figura Czarnej Madonny patronki żeglarzy                                            |                    |
| Hiszpania                | Covadonga                 | Kaplica w grocie w Covadonga                                              | figura MB z Covadonga                                                               |                    |
| Hiszpania                | El Rocío                  | Sanktuarium NMP z El Rocío                                                | figurka MB                                                                          | XIX w.             |
| Hiszpania                | Guadalupe                 | Królewski Klasztor Matki Bożej z Guadalupe                                | figura MB z Dzieciątkiem z Guadalupe                                                |                    |
| Hiszpania                | Montserrat                | Bazylika MB z Montserrat                                                  | figura Madonny z Montserrat                                                         | XII w.             |
| Hiszpania                | Saragossa                 | Bazylika Nuestra Señora del Pilar                                         | figura MB z Pilar                                                                   | XV w.              |
| Hiszpania                | Torreciudad               | Sanktuarium w Torreciudad                                                 | figura MB Królowej Aniołów                                                          | XI w.              |
| Hiszpania                | Walencja                  | Bazylika MB Patronki Opuszczonych                                         | Figura MB Opuszczonych Patronka Walencji                                            | XVII w.            |
| Holandia                 | Heiloo                    | Sanktuarium Matki Boskiej Nieustającej Pomocy w Heiloo                    | figura MB Nieustającej Pomocy                                                       |                    |
| Indie                    | Velankanni                | Bazylika Matki Bożej Dobrego Zdrowia                                      | figura MB Dobrego Zdrowia                                                           |                    |
| Irlandia                 | Knock                     | Bazylika w Knock                                                          | MB z Knock                                                                          | XIX w.             |
| Izrael                   | Betlejem                  | Grota Mleczna                                                             |                                                                                     |                    |
| Izrael                   | Deir Rafat                | Sanktuarium Królowej Palestyny                                            |                                                                                     |                    |
| Izrael                   | Jerozolima                | Sanktuarium Narodzenia NMP (Kościół św. Anny)                             | krypta Narodzenia                                                                   |                    |
| Izrael                   | Jerozolima                | Kościół Wniebowzięcia NMP w Dolinie Jozafata                              | Grób Maryi                                                                          |                    |
| Izrael                   | Jerozolima                | Kościół Zaśnięcia NMP na Syjonie                                          | krypta Zaśnięcia z figurą MB Zasypiającej                                           |                    |
| Izrael                   | Jerozolima                | Kościół Nawiedzenia w En Kerem                                            | krypta (dom św. Elżbiety)                                                           |                    |
| Izrael                   | Karmel                    | Kościół Stella Maris na Górze Karmel                                      | figura MB Gwiazdy Morza                                                             | 1936               |
| Izrael                   | Nazaret                   | Bazylika Zwiastowania Pańskiego w Nazarecie                               | Grota Zwiastowania                                                                  |                    |
| Izrael                   | Nazaret                   | Kaplica Trwogi Najświętszej Maryi Panny                                   |                                                                                     |                    |
| Izrael                   | Nazaret                   | Cerkiew Archanioła Gabriela w Nazarecie                                   | Źródło NMP                                                                          |                    |
| Japonia                  | Akita                     | Sanktuarium Pani Wszystkich Narodów                                       | figura MB Płaczącej                                                                 |                    |
| Kazachstan               | Oziornoje                 | Sanktuarium MB Królowej Pokoju w Oziornoje                                | MB Królowa Pokoju                                                                   |                    |
| Kenia                    | Nairobi                   | Sanktuarium Matki Bożej Wspomożenia Wiernych                              |                                                                                     |                    |
| Liban                    | Harisa                    | Sanktuarium Matki Bożej Pani Libanu                                       | posąg MB Pani Libanu                                                                |                    |
| Litwa                    | Cytowiany                 | Kościół Matki Boskiej Anielskiej i klasztor Bernardynów w Cytowianach     | obraz MB z Dzieciątkiem                                                             | lata 20. XVII w.   |
| Litwa                    | Kowno                     | Bazylika Archikatedralna św. Apostołów Piotra i Pawła w Kownie            | obraz MB Matki Bolesnej                                                             | koniec XVI w.      |
| Litwa                    | Kowno                     | Kościół św. Jerzego i klasztor Bernardynów w Kownie                       | obraz MB Matki Łaskawej                                                             | koniec XVI w.      |
| Litwa                    | Piwoszuny                 | Kościół Wniebowzięcia Najświętszej Maryi Panny w Piwoszunach              | obraz Matki Boskiej z Dzieciątkiem, Pocieszycielki Strapionych                      | XVII w.            |
| Litwa                    | Pożajście                 | Kościół Nawiedzenia Najświętszej Maryi Panny i klasztor w Pożajściu       | obraz Matki Pięknej Miłości                                                         | I poł. XVII w.     |
| Litwa                    | Szawle                    | Katedra Świętych Apostołów Piotra i Pawła w Szawlach                      | obraz Matki Bożej z Dzieciątkiem                                                    |                    |
| Litwa                    | Szydłowo                  | Sanktuarium MB Szydłowskiej                                               | obraz Madonny z Dzieciątkiem                                                        | XVII w.            |
| Litwa                    | Troki                     | Kościół Nawiedzenia NMP w Trokach                                         | obraz MB Trockiej                                                                   | XVI w.             |
| Litwa                    | Wilno                     | Archikatedra św. Stanisława Biskupa i św. Władysława                      | obraz MB Świętomichalskiej                                                          | XVI w.             |
| Litwa                    | Wilno                     | Kościół św. Jakuba i Filipa i klasztor Dominikanów w Wilnie               | obraz MB Łukiskiej                                                                  | XV/XVI w.          |
| Litwa                    | Wilno                     | Ostra Brama w Wilnie                                                      | obraz MB Ostrobramskiej                                                             | XVII w.            |
| Łotwa                    | Agłona                    | Bazylika Wniebowzięcia NMP w Agłonie                                      | obraz MB Agłońskiej                                                                 | pocz. XVII w.      |
| Meksyk                   | Guadalajara               | Bazylika MB w Zapopan                                                     | figura MB z Zapopan                                                                 | XVIII w.           |
| Meksyk                   | Guadalupe                 | Bazylika MB z Guadalupe                                                   | wizerunek MB z Guadalupe                                                            | 1531               |
| Meksyk                   | San Juan de los Lagos     | Bazylika katedralna MB z los Lagos                                        | figura MB z San Juan de los Lagos                                                   | XVIII w.           |
| Niemcy                   | Altötting                 | Kościół MB Łaskawej w Altötting                                           | figura Czarnej Madonny                                                              | XIV w.             |
| Niemcy                   | Bärenthal                 | Kaplica pielgrzymkowa Maryi Matki Europy                                  | figura Maryi Matki Europy                                                           | ok. 1750           |
| Niemcy                   | Kevelaer                  | Sanktuarium Matki Bożej Pocieszycielki Strapionych                        | obraz MB z Kevelaer                                                                 |                    |
| Niemcy                   | Maria Vesperbild          | Kościół Pielgrzymkowy Maria Vesperbild                                    | rzeźba MB Bolesnej (Pietà)                                                          | XVII w.            |
| Niemcy                   | Pasawa                    | Sanktuarium MB Wspomożycielki (Maria Hilf)                                | obraz MB z Dzieciątkiem                                                             |                    |
| Niemcy                   | Ralbitz-Rosenthal         | Sanktuarium w Ralbitz-Rosenthal                                           | figura MB z Rosenthal                                                               |                    |
| Niemcy                   | Telgte                    | Sanktuarium Matki Bożej Bolesnej                                          | Pietà MB Bolesnej                                                                   | XIV w.             |
| Południowa Afryka        | Ngomé                     | Sanktuarium Matki Bożej w Ngomé                                           | MB Tabernakulum Najwyższego                                                         |                    |
| Portugalia               | Arcos de Valdevez         | Sanktuarium Santa Maria de la Peneda                                      | figura MB                                                                           | XVIII w.           |
| Portugalia               | Fátima                    | Sanktuarium MB Fatimskiej                                                 | figura MB Fatimskiej                                                                | XX w.              |
| Rosja                    | Jarosław                  | Cerkiew Fiodorowskiej Ikony Matki Bożej w Jarosławiu                      | Fiodorowska Ikona Matki Bożej                                                       |                    |
| Rosja                    | Moskwa                    | Sobór Zaśnięcia Matki Bożej w Moskwie                                     | Włodzimierska Ikona Matki Bożej                                                     | XII w.             |
| Rwanda                   | Kibeho                    | Sanktuarium Matki Bożej Słowa w Kibeho                                    | MB z Kibeho                                                                         |                    |
| Słowacja                 | Lewocza                   | Sanktuarium Mariánska hora                                                | figura Madonny                                                                      | XV w.              |
| Słowacja                 | Litmanowa                 | Sanktuarium MB Litmanowskiej                                              | obraz MB                                                                            | XX w.              |
| Słowacja                 | Marianka                  | Sanktuarium NMP Mariatalskiej                                             | figurka Matki Bożej z Dzieciątkiem                                                  | XiV w.             |
| Słowacja                 | Šaštín-Stráže             | Narodowe Sanktuarium MB Siedmiobolesnej Słowacji                          | figura MB Bolesnej (Pietà)                                                          | XVIII w.           |
| Słowacja                 | Staré Hory                | Sanktuarium Narodzenia NMP                                                | figurka MB z Dzieciątkiem                                                           | XV w.              |
| Słowenia                 | Ptujska Gora              | Kościół Maryi Dziewicy w Ptujskiej Gorze                                  | płaskorzeźba Madonny z Dzieciątkiem                                                 | XIV w.             |
| Stany Zjednoczone        | Doylestown                | Sanktuarium Matki Bożej Częstochowskiej w Doylestown                      | Obraz MB Częstochowskiej                                                            |                    |
| Stany Zjednoczone        | Waszyngton                | Bazylika Niepokalanego Poczęcia w Waszyngtonie                            |                                                                                     |                    |
| Szwajcaria               | Einsiedeln                | Kościół opactwa Einsiedeln                                                | figura MB z Dzieciątkiem                                                            | ok. 1450           |
| Turcja                   | Efez                      | Dom Marii Dziewicy                                                        |                                                                                     |                    |
| Ukraina                  | Berdyczów                 | Bazylika Niepokalanego Poczęcia Najświętszej Marii Panny w Berdyczowie    | kopia obrazu MB Berdyczowskiej                                                      | XVII w.            |
| Ukraina                  | Bołszowce                 | Sanktuarium Nawiedzenia Najświętszej Maryi Panny w Bołszowcach            | kopia obrazu MB Bołszowieckiej                                                      | XVII w.            |
| Ukraina                  | Czortków                  | Kościół św. Stanisława biskupa i męczennika w Czortkowie                  | kopia obrazu MB Czortkowskiej                                                       | 1663               |
| Ukraina                  | Jazłowiec                 | Kaplica zakonna w pałacu w Jazłowcu                                       | kopia figury MB Jazłowieckiej                                                       | XIX w.             |
| Ukraina                  | Kochawina (Hnizdyczów)    | Kościół Wniebowzięcia NMP w Kochawinie                                    | kopia obrazu MB Kochawińskiej                                                       | XVII w.            |
| Ukraina                  | Kołomyja                  | Kościół św. Ignacego Loyoli w Kołomyi                                     | kopia obrazu MB Kołomyjsko-Pokuckiej                                                | 1896               |
| Ukraina                  | Krechów                   | Monaster Krechowski                                                       | Werchracka Ikona Matki Bożej                                                        | XVII w.            |
| Ukraina                  | Krysowice                 | Sanktuarium Matki Bożej Fatimskiej w Krysowicach                          | figura MB Fatimskiej                                                                | 1995               |
| Ukraina                  | Latyczów                  | Sanktuarium Matki Bożej Latyczowskiej w Latyczowie                        | kopia obrazu MB Latyczowskiej                                                       | XVI w.             |
| Ukraina                  | Lwów                      | Bazylika archikatedralna Wniebowzięcia Najświętszej Maryi Panny we Lwowie | kopia obrazu MB Łaskawej                                                            | 1598               |
| Ukraina                  | Mariampol                 | Kościół Podwyższenia Krzyża Świętego w Mariampolu                         | kopia obrazu MB Mariampolskiej                                                      | XVII w.            |
| Ukraina                  | Maćkowce                  | Sanktuarium Matki Bożej Fatimskiej w Maćkowcach                           | kopia figury MB Fatimskiej                                                          | 2021               |
| Ukraina                  | Mościska                  | Kościół św. Katarzyny w Mościskach                                        | kopia obrazu MB Nieustającej Pomocy                                                 | 1883               |
| Ukraina                  | Oczaków                   | Sanktuarium Matki Bożej Częstochowskiej w Oczakowie                       | kopia obrazu MB Częstochowskiej                                                     | 2015               |
| Ukraina                  | Poczajów                  | Ławra Poczajowska                                                         | Poczajowska Ikona Matki Bożej                                                       | XVI w.             |
| Ukraina                  | Rudki                     | Sanktuarium Matki Bożej Rudeckiej w Rudkach                               | kopia obrazu MB Rudeckiej                                                           | XVII w.            |
| Ukraina                  | Symferopol                | Monaster Trójcy Świętej w Symferopolu                                     | ikona Matki Bożej „Strapiona”                                                       | XVIII w.           |
| Ukraina                  | Świętogórsk               | Ławra Świętogórska                                                        | Świętogórska Ikona Matki Bożej                                                      | XVI w.             |
| Ukraina                  | Tartaków                  | Kościół św. Michała Archanioła w Tartakowie                               | kopia obrazu MB Tartakowskiej                                                       | 1764               |
| Ukraina                  | Tryhory                   | Monaster Przemienienia Pańskiego w Tryhorach                              | Tryhorska Ikona Matki Bożej                                                         | XVIII w.           |
| Ukraina                  | Zarwanica                 | Cerkiew Świętej Trójcy w Zarwanicy                                        | obraz MB Zarwanickiej                                                               | XVIII w.           |
| Wenezuela                | Guanare                   | Sanktuarium w Guanare                                                     | obraz MB z Coromoto                                                                 | XVII w.            |
| Węgry                    | Máriapócs                 | Bazylika w Máriapócs                                                      | obraz MB Płaczącej z Máriapócs                                                      |                    |
| Wielka Brytania          | Londyn                    | Kościół św. Andrzeja Boboli                                               | obraz MB Kozielskiej                                                                | 1941               |
| Wielka Brytania          | Walsingham                | Sanktuarium w Walsingham                                                  | figura MB z Dzieciątkiem                                                            |                    |
| Wietnam                  | La Vang                   | Sanktuarium Matki Bożej w La Vang                                         | MB z La Vang                                                                        |                    |
| Włochy                   | Bolonia                   | Sanktuarium Madonna di San Luca                                           | Obraz MB                                                                            | XII w.             |
| Włochy                   | Bra                       | Sanktuarium MB w Bra                                                      | figura MB Kwiatów                                                                   |                    |
| Włochy                   | Cagliari                  | Sanktuarium Matki Bożej z Bonaria                                         | figura MB z Dzieciątkiem                                                            | XIV w.             |
| Włochy                   | Crosia                    | Sanktuarium MB Miłosierdzia – Mater Dolorosa                              | figura MB Bolesnej (Pieta)                                                          |                    |
| Włochy                   | Loreto                    | Sanktuarium Santa Casa w Loreto                                           | figura MB Loretańskiej                                                              |                    |
| Włochy                   | Mentorella                | Sanktuarium Matki Bożej Łaskawej w Mentorelli                             | figura MB Łaskawej                                                                  | XII w.             |
| Włochy                   | Montevergine              | Sanktuarium di Santa Maria Montevergine                                   | bizantyńska ikona Czarnej Madonny, znana jako „Madonna Bruna” lub „Mamma Schiavona” | 1290               |
| Włochy                   | Oropa                     | Sanktuarium w Oropa                                                       | figura Czarnej Madonny                                                              | XIII w.            |
| Włochy                   | Pompeje                   | Bazylika w Pompei                                                         | obraz MB Pompejańskiej Królowej Różańca Świętego                                    | XIX w.             |
| Włochy                   | Rzym                      | Bazylika Matki Bożej Ołtarza Niebiańskiego w Rzymie                       | obraz MB                                                                            |                    |
| Włochy                   | Rzym                      | Bazylika Matki Bożej Większej                                             | obraz MB Śnieżnej                                                                   | XII w.             |
| Włochy                   | Rzym                      | Sanktuarium Madonny Boskiej Miłości (Divino Amore)                        | fresk MB Miłości                                                                    | XIII w.            |
| Włochy                   | Syrakuzy                  | Sanktuarium Matki Bożej Płaczącej w Syrakuzach                            | płaskorzeźba Niepokalanego Serca Maryi jako MB Płaczącej                            | XX w.              |
| Wybrzeże Kości Słoniowej | Jamusukro                 | Bazylika Matki Boskiej Królowej Pokoju w Jamusukro                        | MB Królowa Pokoju                                                                   |                    |